# Daniela Nieves
Daniela Nieves (Venezuela, 4 luglio 1997) è un'attrice statunitense.
Ha recitato in Emma una strega da favola e Scuola di magia ed è apparsa anche in Una maid en Manhattan, El Rostro de Analía e La viuda de Blanco.

## Filmografia
- La Viuda de Blanco – serie TV, 156 episodi (2006-2007)
- El Rostro de Analía – serie TV, 109 episodi (2008-2009)
- Una maid en Manhattan – serie TV, episodi 1x1 (2011)
- Emma una strega da favola (Every Witch Way) – serie TV, 85 episodi (2014-2015)
- Scuola di magia (WITS Academy) – serie TV, 20 episodi (2015)
- Lethal Weapon – serie TV, episodi 1x1 (2018)
- Five Points – serie TV, 13 episodi (2018-2019)
- Save Me – serie TV, 10 episodi (2020)
- Sex Appeal, regia di Talia Osteen – film TV (2022)
- Vampire Accademy - serie TV, 10 episodi (2022)